# Petroica rosea
Petroica rosea е вид птица от семейство Petroicidae. Видът е незастрашен от изчезване.

## Разпространение
Разпространен е в Австралия.